# Tuomisaari (ö i Birkaland)
Tuomisaari är en halvö i Finland. Den ligger i sjön Jalanti och i kommunen Ackas i den ekonomiska regionen  Södra Birkaland och landskapet Birkaland, i den södra delen av landet, 130 km nordväst om huvudstaden Helsingfors.